# Tanusia sinuosa
Tanusia sinuosa är en insektsart som först beskrevs av Carl Stål 1873.  Tanusia sinuosa ingår i släktet Tanusia och familjen vårtbitare. Inga underarter finns listade i Catalogue of Life.